# فرودگاه شهرستان دونپورت (آیووا)
فرودگاه شهرستان دونپورت (آیووا) (به انگلیسی: Davenport Municipal Airport (Iowa)) یک فرودگاه همگانی ۲۸۲۵۱ با کد یاتا DVN است . این فرودگاه در شهر دونپورت کشور ایالات متحده آمریکا قرار دارد و در ارتفاع ۲۳۰ متری از سطح دریا واقع شده‌است.